# 4909 Couteau
4909 Couteau је астероид главног астероидног појаса чија средња удаљеност од Сунца износи 2,273 астрономских јединица (АЈ).
Апсолутна магнитуда астероида је 13,7.